# Oběť trestného činu
Oběť trestného činu je fyzická osoba, které bylo nebo mělo být trestným činem nebo činem jinak trestným ublíženo na zdraví, způsobena majetková nebo nemajetková újma nebo na jejíž úkor se pachatel trestným činem obohatil. Pokud oběť následkem protizákonného jednání vůči své osobě zemřela, považuje se za oběť trestného činu její příbuzný v pokolení přímém, sourozenec, osvojenec, osvojitel, manžel nebo registrovaný partner, druh nebo osoba, které oběť ke dni své smrti poskytovala nebo byla povinna poskytovat výživu, utrpěli-li v důsledku smrti oběti újmu. Za oběť trestného činu se považuje každá osoba, která se sama cítí být obětí trestného činu, pokud nebude prokázán opak. Postavení oběti není nijak ovlivněno ani v případě, kdy není zjištěn nebo odsouzen pachatel.
Oběť trestného činu má svá práva, která se v různých členských státech Evropské unie liší. Věda zabývající se oběťmi trestných činů se nazývá viktimologie (lat. victima – oběť) a je součástí vědy o kriminalitě, kriminologie. Proces, během kterého se jedinec stává obětí, nazýváme viktimizací. Oběť trestného činu není totéž, co poškozený.

## Zvlášť zranitelné oběti trestných činů
Za zvlášť zranitelné oběti trestných činů se dle § 2 odst. 4 zákona o obětech trestných činů (zde) považují:
- děti,
- osoby s fyzickým, mentálním, psychickým nebo smyslovým postižením,
- oběti trestného činu obchodování s lidmi (§ 168 trestního zákoníku, odkaz zde),
- oběti trestného činu proti lidské důstojnosti v sexuální oblasti nebo trestného činu, který zahrnoval násilí nebo pohrůžku násilím a obětem hrozí druhotná újma s ohledem na jejich věk, pohlaví, rasu, národnost, sexuální orientaci, náboženské vyznání apod.

## Práva obětí trestných činů
Oběť trestného činu má dle zákona o obětech trestných činů následující práva:
- právo na poskytnutí odborné pomoci a to i bezplatné,
- právo na přístup k informacím, které se týkají trestného činu, jehož je obětí,
- právo na ochranu před hrozícím nebezpečím,
- právo na ochranu soukromí,
- právo na ochranu před druhotnou újmou – např. zabránění kontaktu s pachatelem,
- právo na peněžitou pomoc.

Odbornou pomoc v ČR obvykle poskytují specialisté a organizace uvedené v Registru poskytovatelů pomoci obětem trestných činů (viz níže).

## Typy obětí podleBrunona Hołysta
- Typ 1: oběti vinné a nevinné.
- Typ 2: oběť simulant, oběť agravující, dobrovolná oběť, predestinovaná oběť (opakovaně se stávající obětí trestného činu), skrytá oběť, oběť recidivista, oběť provokatér.

## Možné projevy chování obětí trestných činů
Mezi běžné následky trestného činu v chování oběti patří následující projevy:
- somatizace s následkem dlouhodobého onemocnění,
- Posttraumatická stresová porucha (Posttraumatický stresový syndrom),

- úzkost, dezorientace, noční můry, nespavost, pocity viny, panický strach, záchvaty vzteku,
- šok,
- stres,
- únava, nesoustředěnost,
- deprese, agrese, sklon k sebevraždě,
- poruchy příjmu potravy,
- sebepoškozování
- a závislosti (např. na lécích, alkoholu, omamných a psychotropních látkách).

## Pomoc obětem trestných činů

### Registr poskytovatelů pomoci obětem trestných činů
Podle § 48 zákona o obětech trestných činů vede Ministerstvo spravedlnosti ČR veřejný Registr poskytovatelů pomoci obětem trestných činů. Registr je dostupný od července 2014 v elektronické podobě na internetových stránkách Ministerstva spravedlnosti ČR (odkaz zde) a obsahuje aktuální seznam subjektů, které poskytují pomoc obětem trestných činů. Informace o poskytovatelích pomoci jsou v registru rozděleny podle druhů poskytovaných služeb a podle okresů ČR. Do registru jsou na vlastní žádost Ministerstvem spravedlnosti ČR zapisováni advokáti a neziskové organizace na základě udělené akreditace (informace a formulář zde). Psychologické a sociální poradenství jsou oprávněny obětem trestný činů poskytovat jen ty subjekty, které k tomu mají oprávnění na základě rozhodnutí o registraci podle zákona č. 108/2006 Sb., o sociálních službách (§ 39 odst. 2 zákona o obětech trestných činů). Po jedenácti dnech fungování bylo v registru poskytovatelů pomoci obětem trestných činů zapsaných celkem 72 advokátů a 45 neziskových organizací. Tyto subjekty poskytují obětem trestných činů bezplatnou právní, resp. sociální a psychologickou pomoc. Navíc mohou lidé v Registru vyhledávat také mezi 78 středisky Probační a mediační služby, která se snaží zprostředkovat efektivní řešení konfliktů spojených s trestnou činností. „Důsledně je k tomu také zapotřebí dbát na dodržování povinností vyplývajících ze zákona o obětech trestných činů, což souvisí i s registrem, neboť o poskytovatelích v něm uvedených mají povinnost oběti informovat nejen advokáti a neziskové organizace v něm zapsaní, ale také Policie ČR, policejní orgány, státní zástupci, soudci, pracovníci Vězeňské služby ČR nebo zaměstnanci zdravotnických zařízení,“ řekla ministryně spravedlnosti prof. JUDr. Helena Válková, CSc.

### Způsoby pomoci obětem trestných činů
- telefonická krizová pomoc, např. linky důvěry
- krizová centra, včetně krátkodobého pobytu na lůžku s intenzivním terapeutickým programem
- terénní služby, mobilní týmy (tzn. odborníci navštěvují oběť v její domácnosti)
- azylové domy
- sociální služby, zejména sociální poradenství (základní nebo odborné)
- odborná pomoc psychologa nebo psychiatra
- lékařská pohotovost pro ošetření zranění
- vyšetření u odborného lékaře, např. gynekologie, urologie
- Policie ČR, zvláště pak někteří vyškolení policisté – tzv. krizoví interventi – poskytující obětem trestných činů a mimořádných událostí akutní psychologickou pomoc
- Městská policie
- právní poradenství

### Organizace poskytující pomoc (výběr)
- Bílý kruh bezpečí – Pomoc obětem trestných činů v ČR
- ROSA – centrum pro týrané ženy
- Linka bezpečí
- Dětské krizové centrum
- Charita Česká republika
- Diakonie Českobratrské církve evangelické
- Policie ČR
- Probační a mediační služba
- proFem – centrum pro oběti domácího a sexuálního násilí
- Bez trestu – spolek pro ochranu a podporu obětí sexualizovaného a domácího násilí
- KAPPA-HELP, z.s.

## Viktimologie
Viktimologie vznikla v 50. letech 20. století a stala se samostatným vědním odvětvím kriminologie. Viktimologie se dle profesora JUDr. Jana Musila, CSc. zabývá osobou oběti a jejími vlastnostmi, vztahem mezi pachatelem a obětí, procesem viktimizace, rolí oběti při odhalování, vyšetřování a při soudním projednávání trestného činu, pomocí oběti, způsoby odškodnění a rehabilitace oběti a prevencí.

### Viktimnost
Viktimnost je soubor osobnostních předpokladů a vnějších okolností ohrožujících jedince, který se pak stává snadněji obětí trestného činu. Jedná se o rizikové chování, vystupování a vzhled osob, které jsou na základě těchto předpokladů více ohroženy trestnou činností. Tyto rizikové skupiny osob můžeme rozdělit podle:
- profese (např. policisté, taxikáři, obsluha čerpacích stanic, bankovní úředníci),
- psychických vlastností (např. osoby dobrodružné, důvěřivé, agresivní),
- minority (např. imigranti, osoby odlišné sexuální orientace),
- odlišného způsobu života (např. osoby závislé na omamných a psychotropních látkách, na alkoholu, osoby bez přístřeší, prostitutky).

### Viktimizace
Viktimizace je proces, ve kterém se člověk stává obětí trestného činu. Druhotné poškozování oběti trestného činu se nazývá sekundární viktimizace. Tu mohou oběti způsobit např. orgány činné v trestním řízení (nátlakem na oběť, nevhodnou podezíravostí vůči oběti, únikem informací o oběti, nevhodným taktickým postupem apod.) nebo média (zveřejňováním informací o podrobnostech trestného činu a informací o oběti a jejích blízkých apod.). (podrobněji viz VELIKOVSKÁ, M. Psychologie Obětí trestných činů, Grada, 2015)

### Legislativa ČR
- Zákon č. 45/2013 Sb., o obětech trestných činů, dostupný např. na zakonyprolidi.cz
- Zákon č. 40/2009 Sb., trestní zákoník, dostupný např. na zakonyprolidi.cz
- Zákon č. 273/2008 Sb., o Policii České republiky, dostupný např. na zakonyprolidi.cz
- Zákon č. 257/2000 Sb., o Probační a mediační službě, dostupný např. na pmscr.cz Archivováno 14. 7. 2014 na Wayback Machine.
- Zákon č. 135/2006 Sb., kterým se mění některé zákony v oblasti ochrany před domácím násilím, dostupný např. na zakonyprolidi.cz
- Zákon č. 209/1997 Sb., o poskytnutí peněžité pomoci obětem trestné činnosti a o změně některých zákonů, dostupný např. na zakonyprolidi.cz
- Zákon č. 108/2006 Sb., o sociálních službách, dostupný např. na zakonyprolidi.cz
- Listina základních práv a svobod, dostupná např. na psp.cz
- Ústava České republiky, dostupná např. na psp.cz

### Legislativa EU
- Směrnice Evropského parlamentu a Rady 2012/29/EU z 25. října 2012, minimální pravidla pro práva, podporu a ochranu obětí trestného činu, dostupné např. na eur-lex.europa.eu – autor: Evropský parlament, Rada Evropské unie, Úřední věstník Evropské unie,
- Stanovisko evropského inspektora ochrany údajů k legislativnímu balíčku věnovanému obětem trestné činnosti 2012/C 35/02, dostupné např. na eur-lex.europa.eu – autor: Evropský inspektor ochrany údajů, Úřední věstník Evropské unie
- Posílení práv obětí v EU, 7. prosince 2011, dostupné např. na eur-lex.europa.eu – autor: Hospodářský a sociální výbor, Sekce pro zaměstnanost, sociální záležitosti a občanství, Úřední věstník Evropské unie
- Rozhodnutí Komise ze 19. dubna 2006, kterým se zavádí vzorové formuláře pro předání žádostí a rozhodnutí o odškodnění obětí trestných činů, dostupné např. na eur-lex.europa.eu – autor: Evropská komise, Úřední věstník Evropské unie
- Rámcové rozhodnutí Rady ze dne 15. března 2001 o postavení obětí v trestním řízení, dostupné např. na eur-lex.europa.eu – autor: Rada Evropské unie, Úřední věstník Evropské unie